# 濮州
濮州，中国古代的州，在今山东省、河南省、河北省境。
隋朝开皇十六年（596年）置，治所在鄄城县（今山东鄄城县北旧城）。大业初年，废。唐朝武德四年（621年）复置。下领五县：鄄城县、濮阳县、范县、雷泽县、临濮县，辖境相当今山东省鄄城及河南省范县及濮阳市南部地。天宝初年，全国州改郡，改为濮阳郡。乾元初年，全国郡改州，复为濮州。
北宋时，属京东西路。崇宁时，户三万一千七百四十七，口五万二千六百八十一。贡绢。下领四县：鄄城县、雷泽县、临濮县、范县。元朝时，初隶东平路，后割大名路的馆陶县、朝城县，恩州的临清县，开州的观城县来属。至元五年，析隶省部。户一万七千三百一十六，口六万四千二百九十三。下领六县：鄄城县、朝城县、馆陶县、临清县、观城县、范县。
明朝洪武二年（1369年），以州治鄄城县省入，属东昌府。故城在东，景泰二年（1451年）移治王村（今河南范县西南濮城镇）下领三县：范县、观城县、朝城县。其间辖境屡有伸缩。清朝时，不辖县。雍正七年（1730年），濮州升为濮州直隶州，领范县、观城县、朝城县，属济东泰武临道。十三年（1735年），濮州直隶州降为散州，属曹州府，考语：繁，疲，难。辛亥革命后，全国废府州厅改县，1913年改为濮县。 
| 唐朝濮州辖县 | 唐朝濮州辖县                                                                 |
| ------------ | ---------------------------------------------------------------------------- |
| 619年        | 鄄城县、雷泽县、濮阳县                                                       |
| 621年        | 鄄城县、雷泽县、濮阳县（新设廪城县、临濮县、昆吾县、永定县、安丘县、长城县） |
| 622年        | 鄄城县、雷泽县、濮阳县、廪城县、临濮县、昆吾县、永定县（废除安丘县、长城县） |
| 625年        | 鄄城县、雷泽县、濮阳县、临濮县（废除廪城县、昆吾县、永定县）                 |
| 634年        | 鄄城县、雷泽县、濮阳县、临濮县（范县来属）                                   |

| 唐朝濮州刺史 - 杜才干（620年） - 庞相寿（629年） - 李靖（637年） - 薛万述（643年—645年） - 卢朗闰（贞观年间） - 唐敏（唐高宗时） - 刘行敏（唐高宗时） - 李德颖（唐高宗时） - 郭敬宗（唐高宗末年） - 李谊（垂拱年间） - 康希铣（武周时） - 李重福（705年，遥领） - 杨令深（开元初年） - 张洽（714年—715年） - 李祎（715年—716年） - 侯莫陈涣（718年） - 李弁（729年） - 陈忠（730年之前） - 严挺之（730年） - 赵冬曦（735年） - 卢成务（开元年间） - 薛郑宾（开元年间） - 李全璋（开元年间） - 党敬元 - 刘颖考 - 濮阳郡太守 | - 崔季重（753年—754年） - 李粲（755年） - 薛景元（756年） - 张万顷（757年—758年） - 李忠臣（759年） - 孟鉴（776年之前） - 李灵曜（776年，未任） - 卫季良（大历末年—建中初年） - 高彦昭（781年） - 刘昌（784年） - 杨顼（788年） - 李惟诚（贞元年间） - 高沐（元和年间） - 柏元封（元和末年） - 奚敬则（833年） - 薛从（大和年间） - 郭㻌（开成年间） - 梁叔明（会昌初年） - 令狐梅（846年—847年） - 崔铢（大中年间） - 刘略（大中、咸通年间） - 曹翔（咸通年间） - 徐宫（咸通年间） - 支谟（咸通末年） - 韦浦（876年） - 苏祐（880年，未任） - 朱瑄（881年—882年） - 朱裕（886年—887年） - 邵儒（892年） - 高彦弘（895年前） |